# Улица Войкова (Томск)
Улица Войкова — улица в Томске, от переулка 1905 года до железнодорожной ветки из порта в Томск-Грузовой, на пересечении с переулком Войкова имеет излом.

## История
Первоначальное название Знаменская получила по церкви Знамения Божьей Матери, существовавшей с середины XVII века. Каменное здание церкви возведено в 1784—1810 годах на средства дворян Качаловых.
Из-за угрозы затоплений улицы строительство здесь было ограничено. В конце XIX века на улице находился кожевенный завод Г. Голованова (д. 67, 69), д. 14, 14а принадлежали С. С. Валгусову, д. 6, 8 — А. Д. Родюкову, д. 19 — Г. П. Павлову.

## Новая история
С 1920 по 1940 год в бывшей усадьбе Родюкова размещался Дом колхозника. 6 октября 1927 года улица была переименована в улицу Войкова.
В 1935 году храм Знамения был закрыт и, частично разрушенный, стал использоваться для хозяйственных целей. Возвращение здания РПЦ произошло в 1992 году.
В 2006 году по инициативе Томской епархии Русской православной церкви Томская городская дума приняла решение вернуть улице историческое название Знаменская (по расположенной на ней Знаменской церкви). Однако это переименование вызвало протест со стороны как членов томского отделения КПРФ, так и населения, поэтому решение думы было отменено, и улица по сей день (2024) носит имя Войкова.

## Достопримечательности

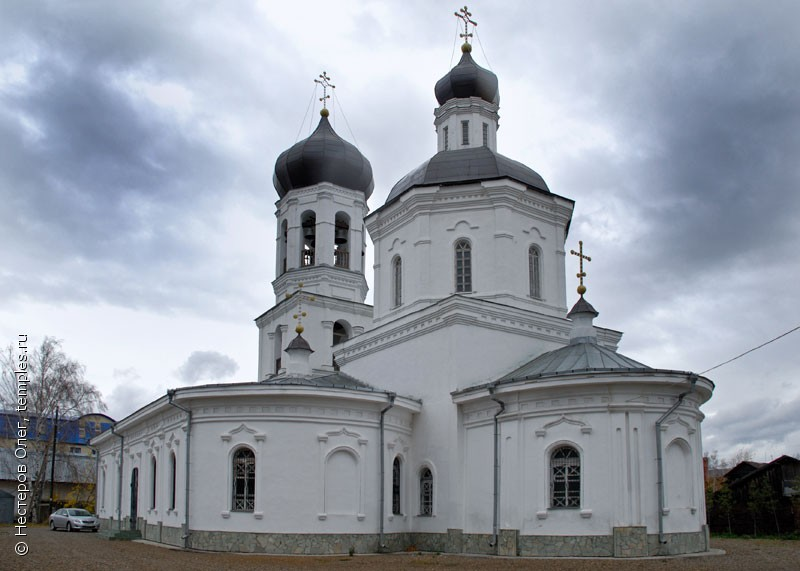

д. 8 — жилой дом 1-я пол. XIX в. (ансамбль городской усадьбы А. Д. Родюкова)  № 7000103000
д. 16 — церковь Знамения Божьей Матери. По легенде выполненная на чёрном сланце икона Христа Спасителя своим сиянием освещала в ночное время колокольню церкви, на которой икона находилась некоторое время.
д. 21 — декор дома выполнен известным томским резчиком по дереву С. Ф. Незговоровым.  № 7000104000
д. 23 (1897, жилой дом) —  № 7010006000
д. 40 (конец XIX века, жилой дом) —  № 7000106000
д. 51 — Томский завод измерительной аппаратуры